# Góralkowate
Góralkowate (Procaviidae) – jedyna współcześnie występująca  rodzina ssaków z rzędu góralkowców (Hyracoidea). Kopalne góralkowate znane są już od eocenu.

## Zasięg występowania
Żyją w Afryce i na Bliskim Wschodzie.

## Morfologia
Większość z nich jest wielkości kota domowego, od 30 do 70 cm długości. Ważą od 2 do 5 kg. Posiadają krótkie uszy i bardzo mały ogon.

## Tryb życia
Nie kopią nor. Do ich diety należą niskie rośliny, larwy i owady. Góralkowate żyją w koloniach.

## Systematyka
Do rodziny należą następujące występujące współcześnie rodzaje:
- Procavia Storr, 1780 – góralek – jedynym żyjącym współcześnie przedstawicielem jest Procavia capensis (Pallas, 1766) – góralek skalny
- Heterohyrax J.E. Gray, 1868 – stepogóralek – jedynym żyjącym współcześnie przedstawicielem jest Heterohyrax brucei J.E. Gray, 1868 – stepogóralek cętkowany
- Dendrohyrax J.E. Gray, 1868 – arbogóralek

Opisano również rodzaj wymarły:
- Gigantohyrax(inne języki) Kitching(inne języki), 1965 – jedynym przedstawicielem był Gigantohyrax maguirei Kitching, 1965

## Kultura
O góralkowatych mowa jest w biblijnych księgach Starego Testamentu: Kpł 11,5; Pwt 14,7; Ps 104,18 oraz w Prz 30,26, w niektórych tłumaczeniach na języki indoeuropejskie często mylnie były brane za króliki, borsuki, a nawet jeże.